# Laurinburg
Laurinburg város az USA Észak-Karolina államában. Lakosainak száma 14 978 fő (2020. április 1.).

## Népesség
A település népességének változása:

| 2010 | 15 962 |
| 2020 | 14 978 |